# Nemocnice Porija
Nemocnice Porija (hebrejsky: בית חולים פוריה, Bejt cholim Porija, oficiálně Nemocnice Baruch Pade Porija, מרכז הרפואי ע"ש ברוך פדה, פוריה, Merkaz refu'i Baruch Pade Porija, anglicky: The Baruch Pade Medical Center) je nemocnice jižně od města Tiberias v Izraeli.

## Geografie
Leží v nadmořské výšce necelých 200 metrů cca 4 kilometry jižně od centra města Tiberias, na vyvýšeném hřbetu hory Har Menor a Ramat Porija, které východně odtud prudce spadají ke Galilejskému jezeru. Jižně od areálu nemocnice leží vesnice Porija Neve Oved. Prochází okolo ní lokální silnice číslo 768.

## Popis
Vznikla v roce 1955 jako nové regionální zdravotnické zařízení, které slouží městu Tiberias a zemědělským sídlům v jeho okolí. Postupně vyrostla v jedno z páteřních zdravotnických zařízení v Izraeli. Ředitelem je Ja'akov Farbstein (יעקב פרבשטיין). Nemocnice má cca 900 zaměstnanců a kapacitu 284 lůžek.